# Stephen Spender
Stephen Harold Spender (28. února 1909 Londýn – 16. července 1995 Londýn) byl anglický básník, romanopisec a esejista. Nedokončil vysokoškolská studia na Oxfordu. Od roku 1936 byl členem Komunistické strany Velké Británie, vystoupil nejprve na krátko poté, co musel vedení přiznat svou bisexualitu, definitivně pak po podepsání paktu Molotov-Ribbentrop. Po válce přispěl do Koestlerovy deziluzivní knihy bývalých komunistů Bůh, který selhal. V letech 1965 až 1966 byl poeta lauretus Knihovny Kongresu Spojených států. V letech 1970 až 1977 byl profesorem angličtiny na University College London a poté se stal emeritním profesorem. V roce 1962 byl jmenován komandérem Řádu britského impéria a v roce 1983 byl povýšen do rytířského stavu. Byl zakládajícím členem Společnosti pro reformu homosexuálního zákonodárství, která lobbovala za zrušení britských zákonů o sodomii. Jeho blízkým přítelem byl Christopher Isherwood, jejich korespondence byla publikována roku 1980.